# Détachement de corps F
Le Détachement de corps F (en allemand : Korps-Abteilung F) était une unité militaire de l'Armée de terre (Heer) de la Wehrmacht,  une formation d'infanterie de la taille d'une division, pendant la Seconde Guerre mondiale.

## Hiérarchie des unités
| Nom          | Nbre d'hommes       | Unités subalternes                | Grade de commandement                 |
| ------------ | ------------------- | --------------------------------- | ------------------------------------- |
| Heeresgruppe | + 300 000           | 2 à + Armeen (Armées)             | Generaloberst ou Generalfeldmarschall |
| Armee        | + 100 000 - 300 000 | 2 à + Armeekorps (Corps d'armées) | General ou Generaloberst              |
| Armeekorps   | + 30 000 - 80 000   | 2 à + Divisionen (Division)       | Generalleutnant ou General            |
| Division     | + 10 000 – 20 000   | 2 à 6 Brigaden (Brigade)          | Generalmajor ou Generalleutnant       |
| Brigade      | + 3 000 – 5 000     | jusqu'à 3 Regimentern (Régiment)  | Oberst ou Generalmajor                |

## Historique
Le Korps-Abteilung F est formé le 13 mars 1944 dans le Heeresgruppe A à partir des rescapés de la 38. Infanterie-Division, 62. Infanterie-Division et 123. Infanterie-Division, au moment de la formation du Divisions-Gruppe 38 déjà partie de la 62. Infanterie-Division depuis décembre 1943.
 
Son état-major provient de la 62. Infanterie-Division. 
Il est renommé 62. Infanterie-Division le 20 juillet 1944.

## Organisation

### Commandants successifs
| Date                          | Grade        | Commandant     |
| ----------------------------- | ------------ | -------------- |
| 13 mars 1944 - ? juillet 1944 | Generalmajor | Louis Tronnier |

### Chef des Generalstabes
| Date | Grade | Commandant |
| ---- | ----- | ---------- |
| ?    | ?     | ?          |

### 1. Generalstabsoffizier (Ia)
| Date | Grade | Commandant |
| ---- | ----- | ---------- |
| ?    | ?     | ?          |

## Théâtres d'opérations
- Front de l'Est : Mars 1944 - Juillet 1944

## Ordre de batailles

### Rattachement d'Armées
| Date  | Armeekorps          | Armée    | Groupe d'Armées         |
| ----- | ------------------- | -------- | ----------------------- |
| 1944  |                     |          |                         |
| Mars  | XXXXVII. Armeekorps | 8. Armee | Heeresgruppe Süd        |
| Avril | XVII. Armeekorps    | 6. Armee | Heeresgruppe Südukraine |
| Mai   | XXXXIV. Armeekorps  | 6. Armee | Heeresgruppe Südukraine |

### Unités subordonnées
- Stab [Stab 62. Inf.Div]
- Divisions-Gruppe 38 [62. ID]
  - Regiments-Gruppe 108
  - Regiments-Gruppe 112
- Divisions-Gruppe 62 [Stab Gren.Rgt 354]
  - Regiments-Gruppe 179 [I./Gren.Rgt 354]
  - Regiments-Gruppe 354 [III./Gren.Rgt 354]
- Divisions-Gruppe 123 [Stab Gren.Rgt 415]
  - Regiments-Gruppe 415 [I./Gren.Rgt 415]
  - Regiments-Gruppe 416 [I./Gren.Rgt 416]
- Divisions-Füsilier-Bataillon (AA) 62 [Füs.Btl 162]
- Artillerie-Regiment 162
  - I. Abteilung/AR 162
  - II. Abteilung/AR 138
  - III. Abteilung/AR 123 [I./AR 123]
  - IV. Abteilung/AR 162
- Panzerjäger-Abteilung 123
- Pionier-Bataillon 162
- Nachrichten-Abteilung 162
- Feldersatz-Bataillon 162
- Nachschubtruppen 162

## Sources
- Korps-Abteilung F sur Lexikon-der-wehrmacht.de